# Plopi (okręg Teleorman)
Plopi – wieś w Rumunii, w okręgu Teleorman, w gminie Beuca. W 2011 roku liczyła 221 mieszkańców.